# BR-050
La BR-050 es una carretera federal radial brasileña. Su punto de partida es en Brasilia y el final en Santos. Pasa por los estados de Goiás, Minas Gerais y São Paulo. Es considerada como una de las carreteras más transitadas del país, ya que conecta la capital federal con la metrópoli brasileña más grande, São Paulo.
El tramo de la autopista en São Paulo está bajo la jurisdicción del gobierno del estado, bajo el nombre de SP-330 (Anhanguera), en el tramo que conecta Igarapava con São Paulo, y SP-150 (Anchieta) en el tramo entre São Paulo y Santos. Debido a estos tramos, la carretera está bajo la jurisdicción del estado, pierde su nomenclatura original, siendo una parte integral de la red de carreteras del estado.
Entre el Distrito Federal y Luziânia, pasando por Cristalina, BR-050 se superpone a BR-040, que, a su vez, conecta Brasilia con Río de Janeiro.

## Importancia económica
La BR-050 es sin duda una de las carreteras más importantes del país. Al estar cerca de duplicarse por completo en 2021, pasa por algunas de las regiones más ricas de Brasil. Vincula áreas de gran producción agrícola e industrial con el Puerto de Santos, el más grande del país. Brasilia es la ciudad con mayor salario promedio por habitante. Goiás es uno de los mayores productores nacionales de caña de azúcar, soja, maíz y tomate, además de contar con una gran ganadería. El área entre Uberaba y Uberlândia, en Minas Gerais, tiene la mayor producción de leche de Brasil. El estado de São Paulo posee el 30% del PIB industrial de Brasil y un sector agrícola gigantesco. En Ribeirão Preto se encuentra la mayor producción de caña de azúcar del mundo. En Franca, se encuentra la mayor producción nacional de calzado masculino. La carretera también drena la gigantesca producción de café de Minas Gerais y jugo de naranja de São Paulo. En los alrededores de Campinas hay una gran producción tecnológica. El 40% de los automóviles producidos en el país provienen de las ciudades del Gran São Paulo. Por no hablar de la producción de carne de pollo y toda la producción industrial en São Paulo, que básicamente se exporta vía Santos.

## Duplicación
La carretera se duplica desde Santos, pasando, entre otros, por las ciudades de São Paulo, Campinas, Ribeirão Preto, Uberaba, Uberlândia y Araguari, hasta el puente sobre el río Paranaíba, en la frontera con el estado de Goiás.
En el estado de Goiás, el tramo entre Catalão y Cristalina, que tiene 183 km, está en proceso de duplicación, con 176 km completados.

## Galería

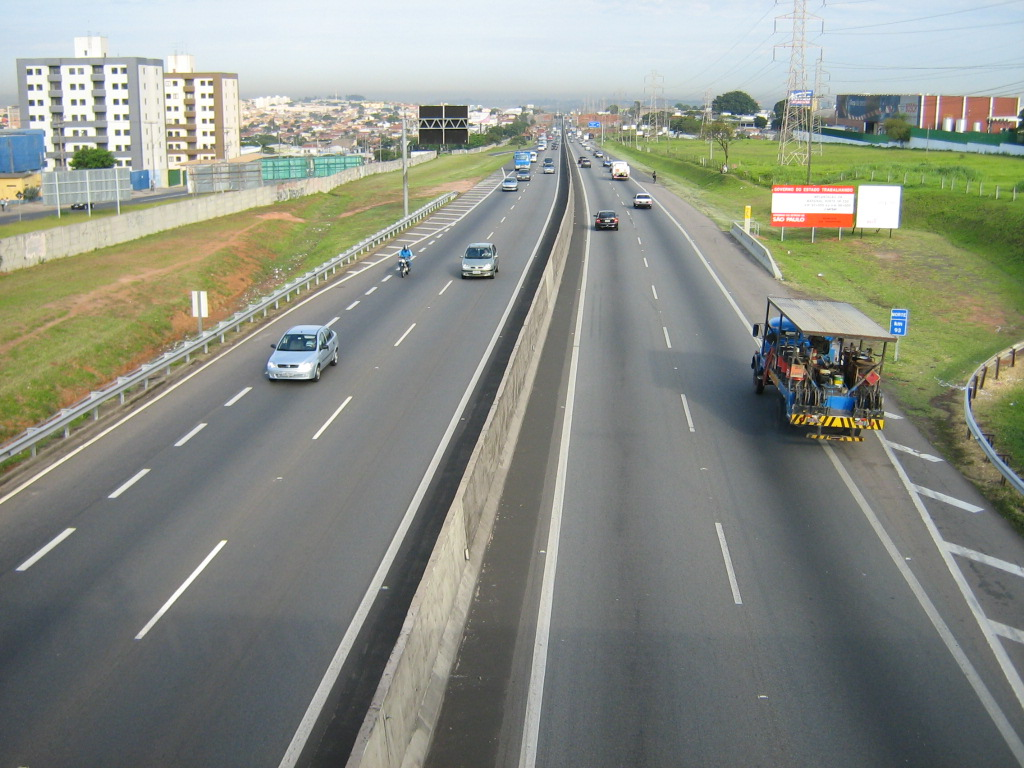
BR-050 en el Estado de São Paulo
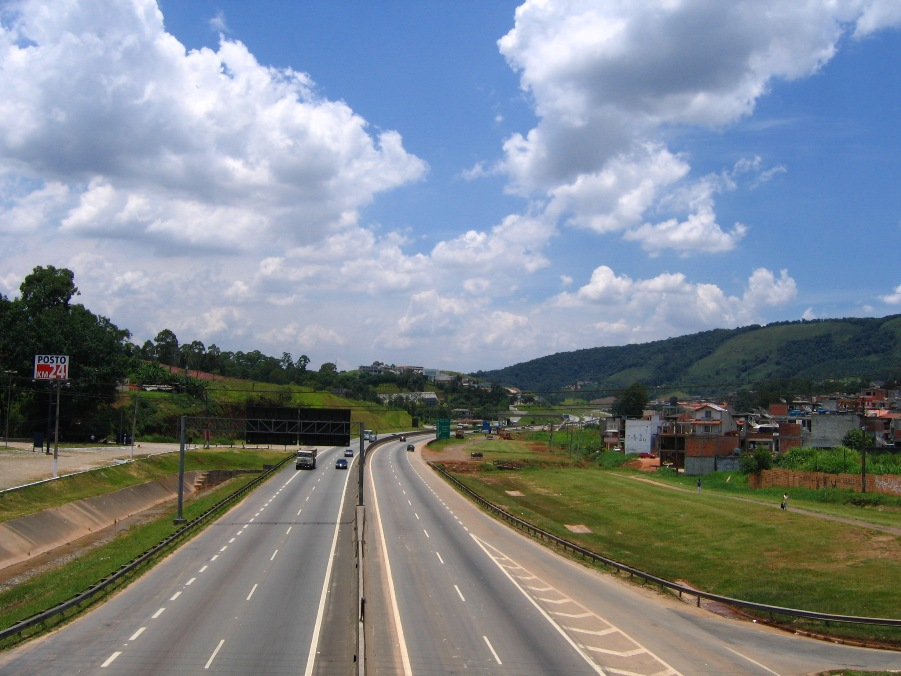
Rodovia Anhanguera (BR-050) en la región de Perus, distrito de São Paulo
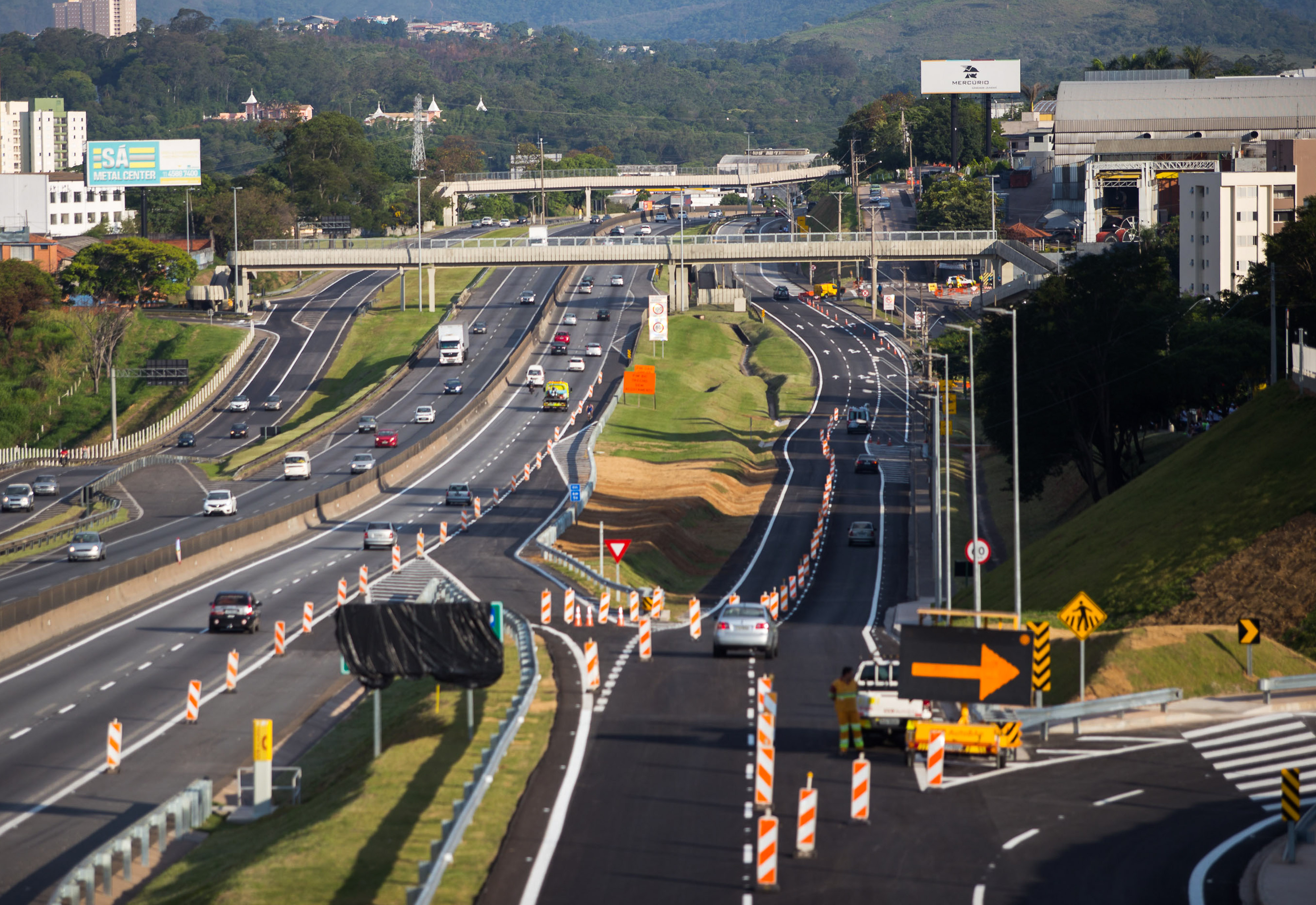
Rodovia Anhanguera (BR-050) en Jundiaí
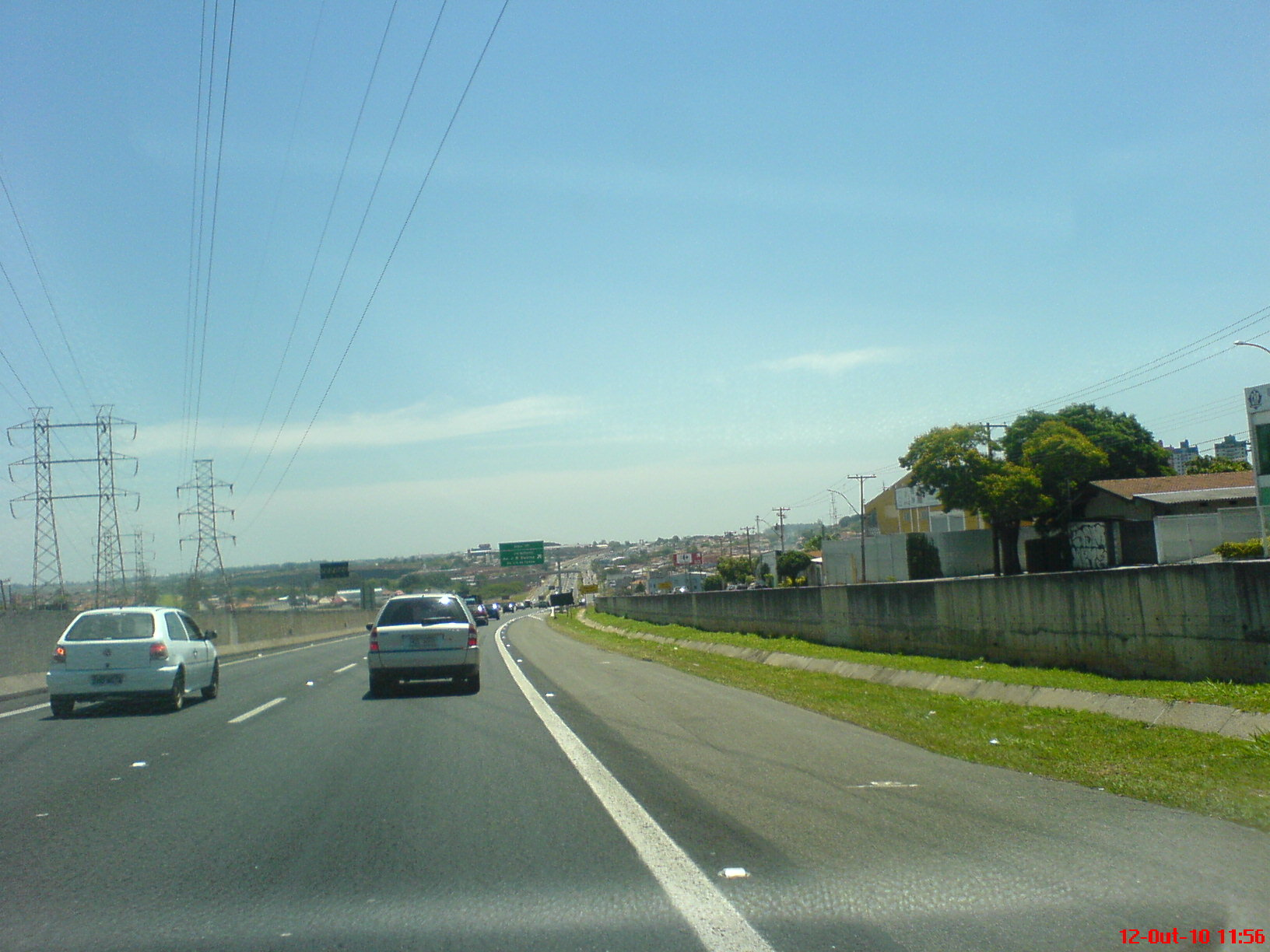
Rodovia Anhanguera (BR-050) en Campinas
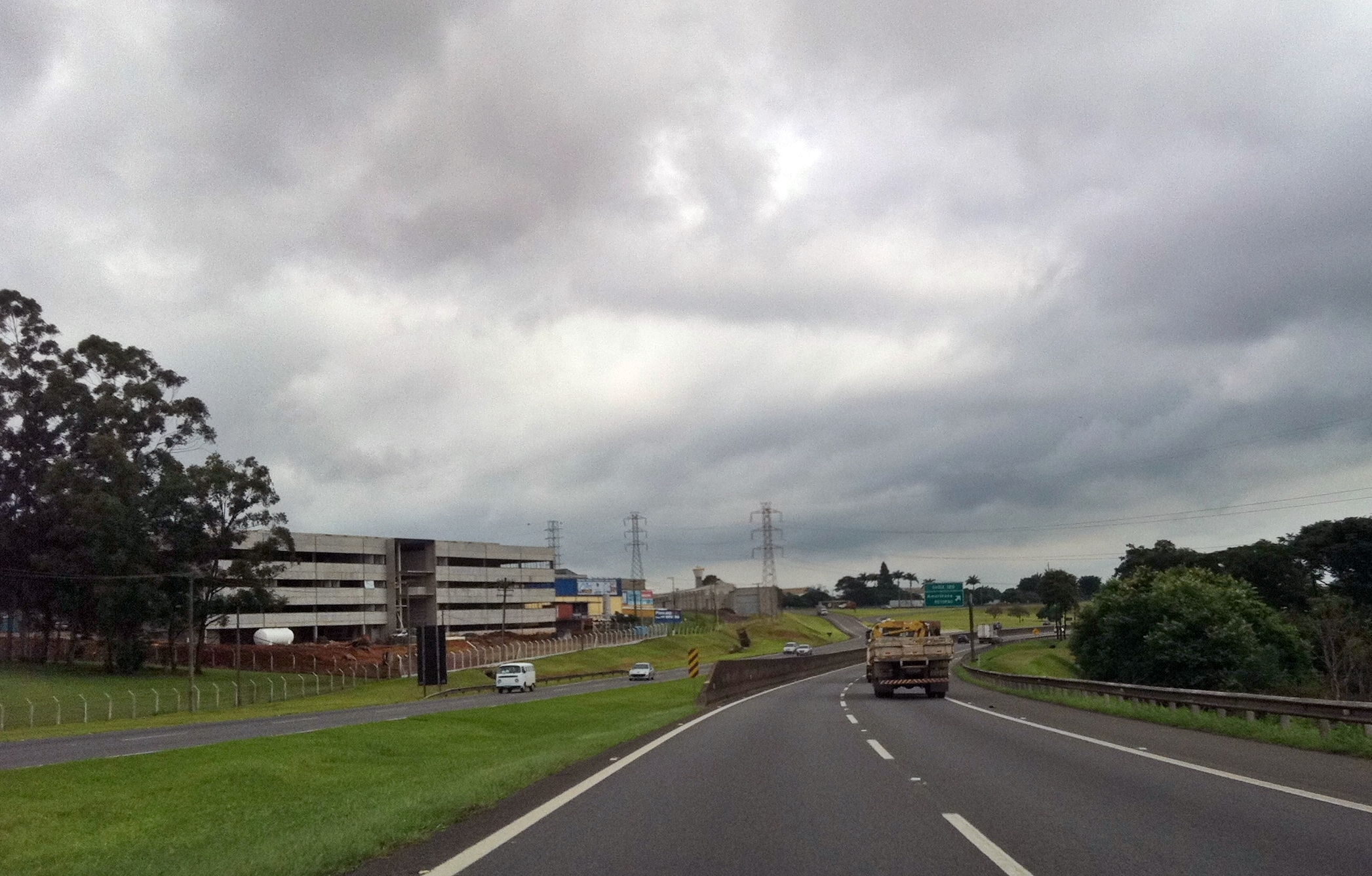
Rodovia Anhanguera (BR-050) en Americana
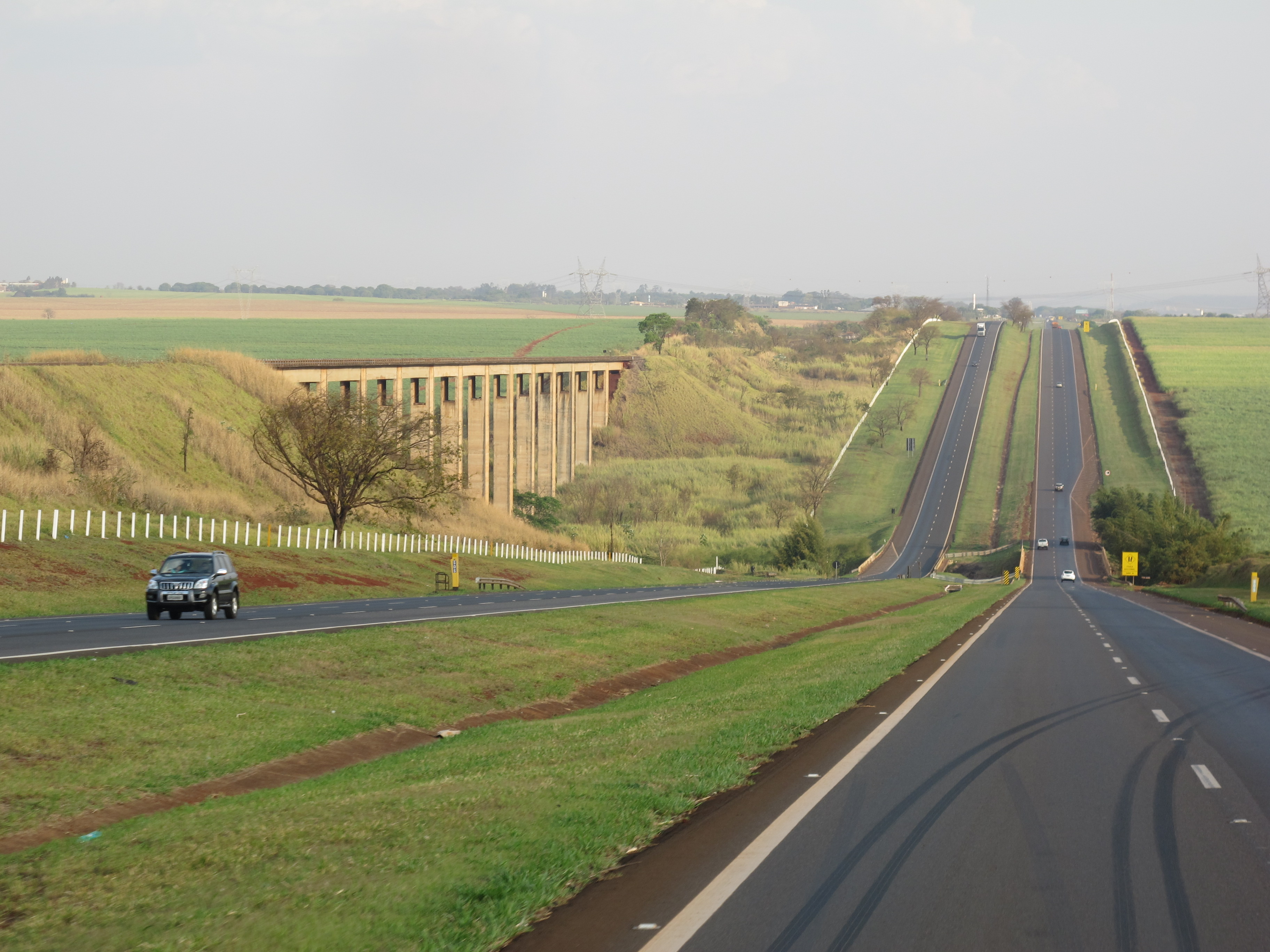
Rodovia Anhanguera (BR-050) cerca de Coqueiros, región cerca de Ribeirão Preto
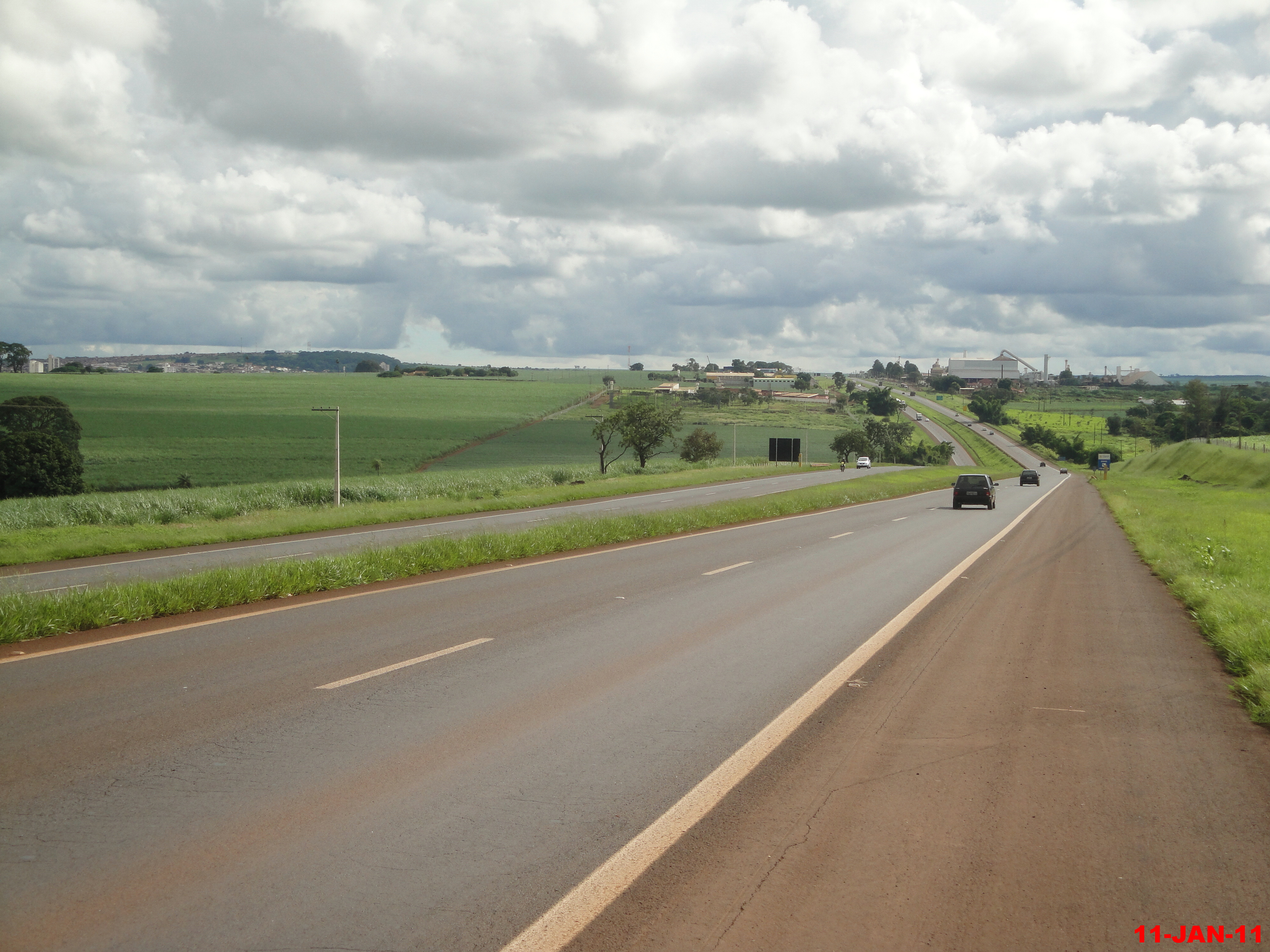
Rodovia Anhanguera (BR-050) en São Joaquim da Barra
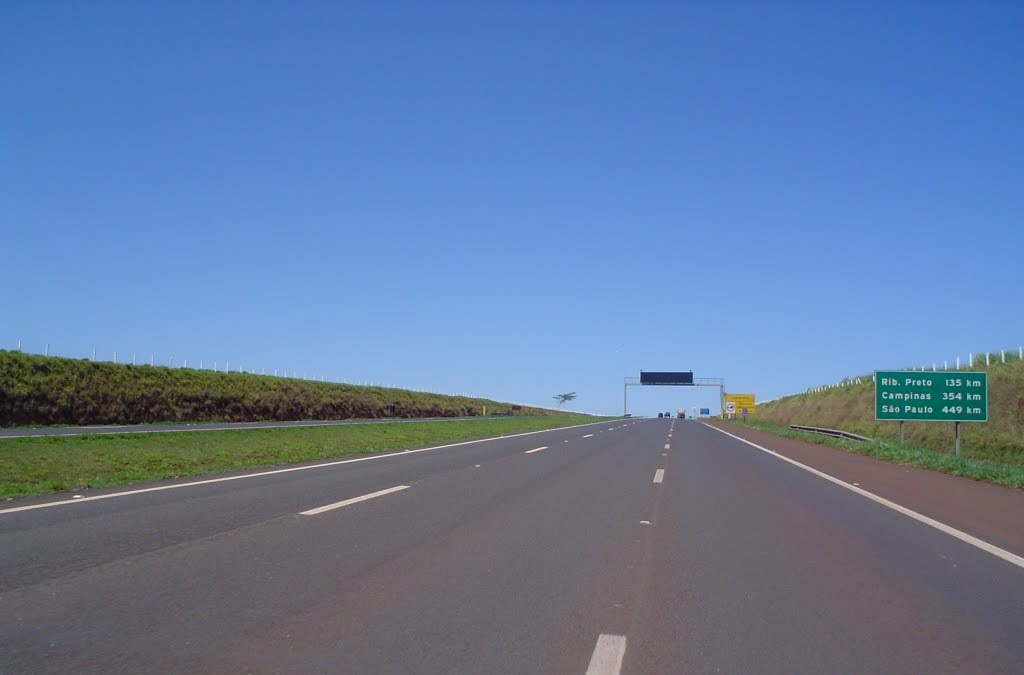
Rodovia Anhanguera (BR-050) en Igarapava
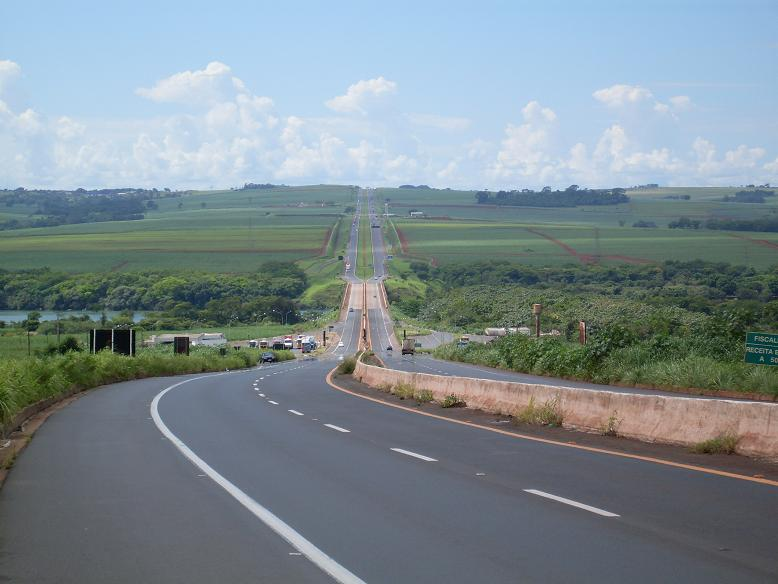
BR 050, frontera entre São Paulo y Minas Gerais
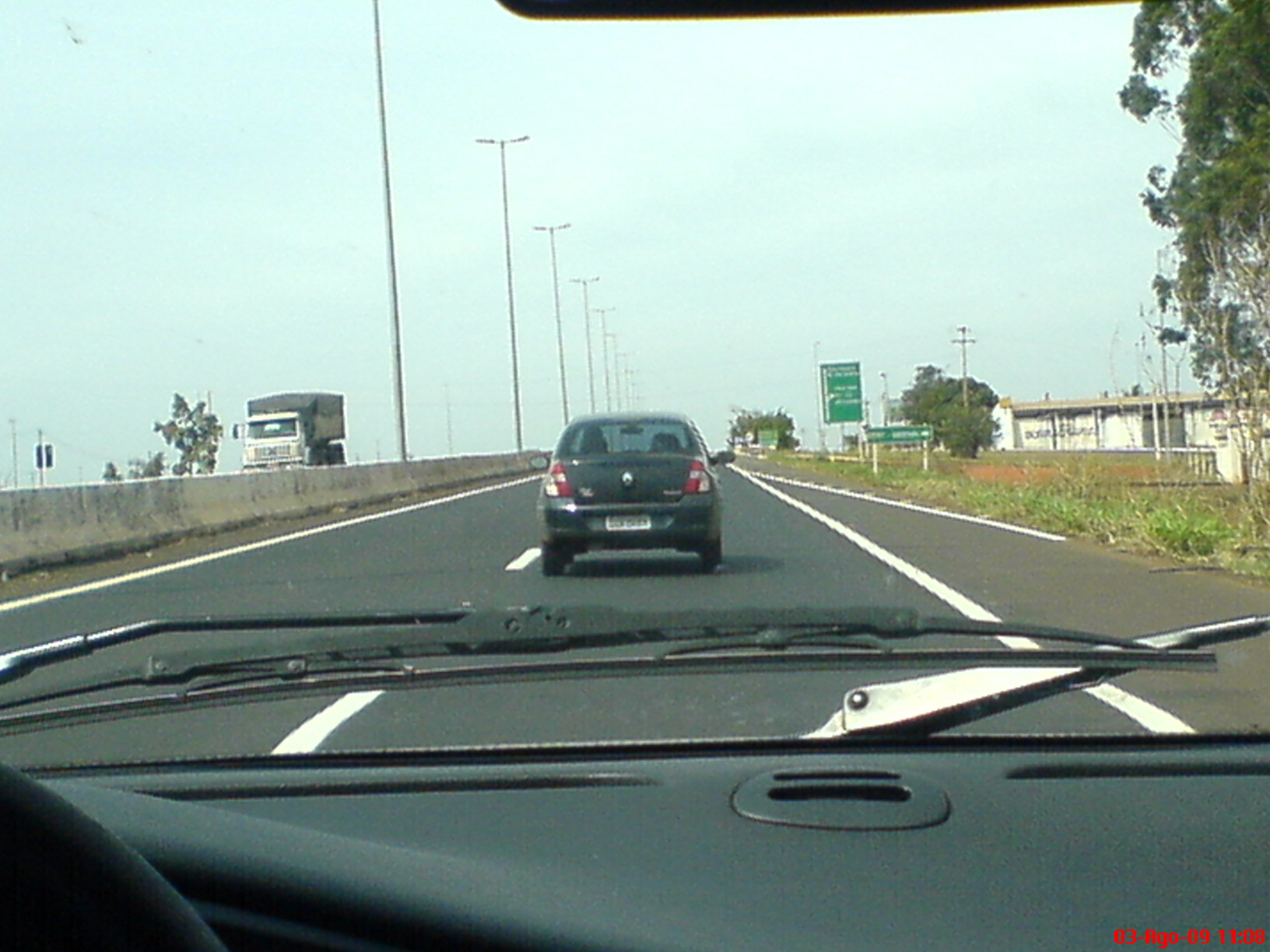
BR-050 en Uberaba, Minas Gerais
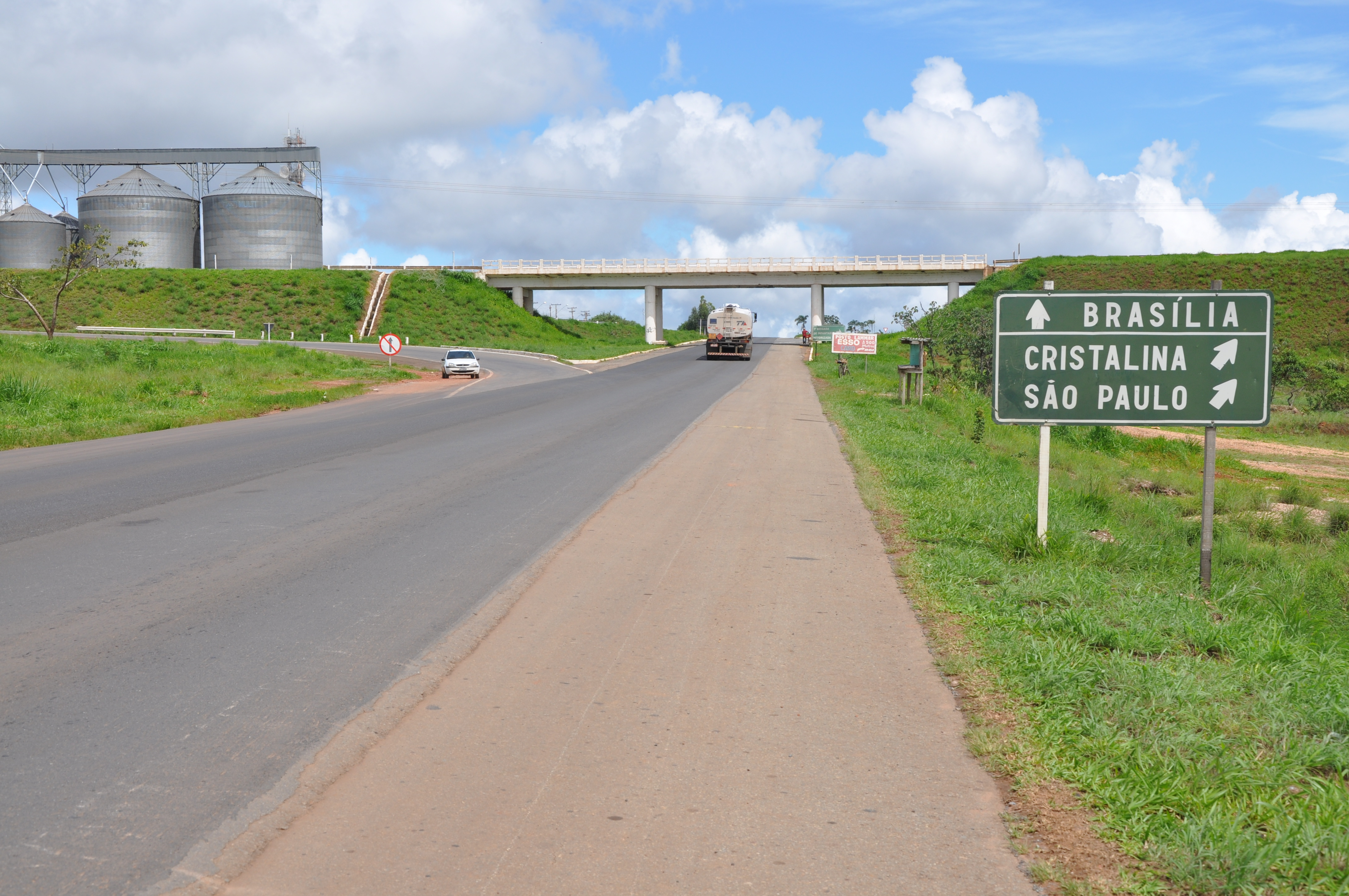
Tramo de BR-040 en el empalme con BR-050 (el viaducto) en Cristalina, Goiás.
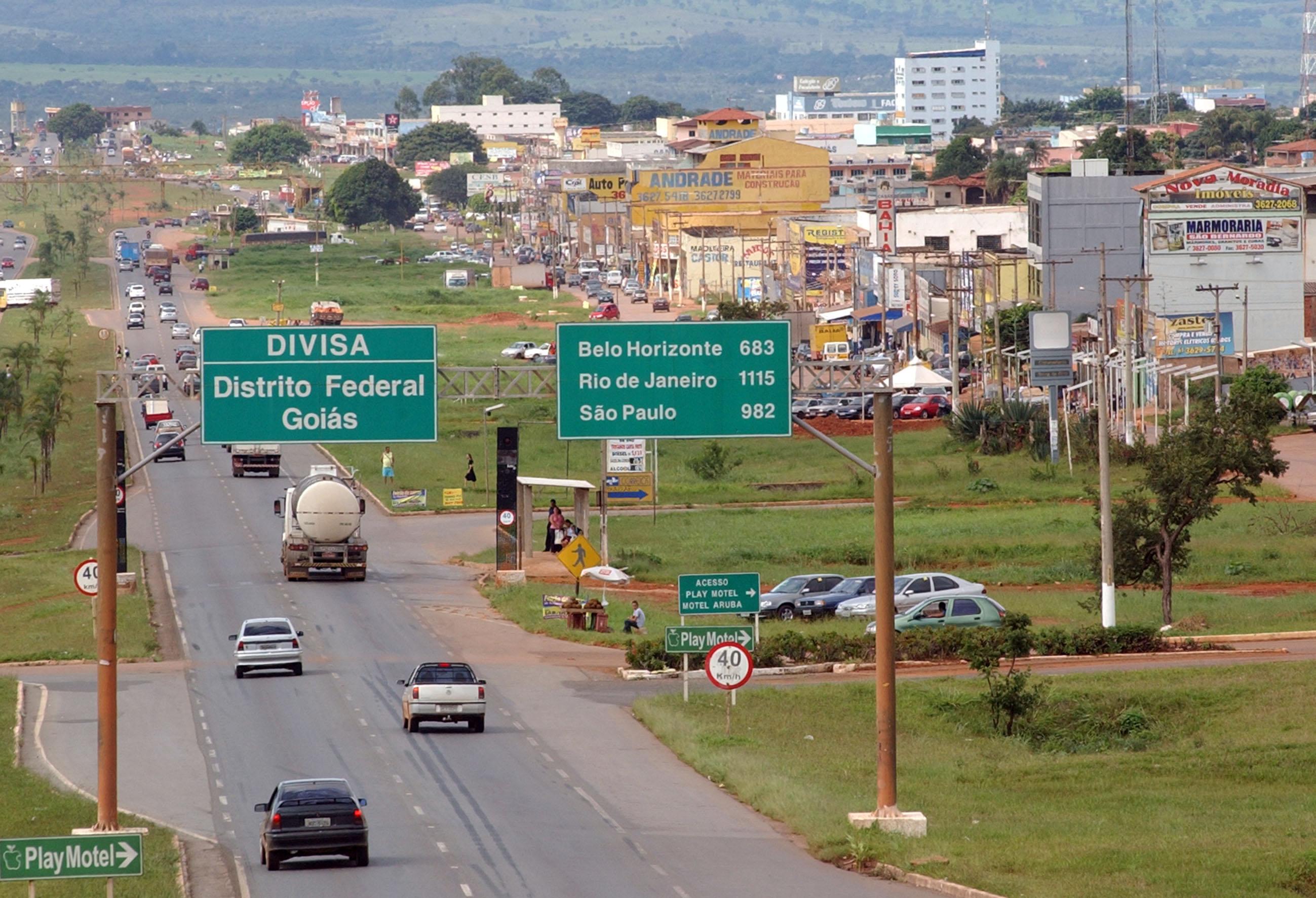
Tramo concomitante con BR-040, cerca de Valparaíso de Goiás, en el límite entre el Distrito Federal y Goiás.